# Mabra fuscipennalis
Mabra fuscipennalis là một loài bướm đêm trong họ Crambidae.